# کارل رادک
کارل برنگاردوویچ رادک (روسی: Карл Бернгардович Радек) (لهستانی: Karol Radek) (زاده ۱۸۸۵ - درگذشته ۱۹۳۹) یک رهبر مارکسیست فعال در جنبش‌های لهستان و آلمان بعد از جنگ جهانی اول و همچنین یک رهبر حزب بلشویک در زمان انقلاب روسیه بود.

## زندگی‌نامه
کارل رادک به نام کارل سوبلسوهن در لمبرگ در اتریش-مجارستان (امروزه قسمتی از اوکراین) در یک خانواده یهودی لیتوانیایی به دنیا آمد. پدر او در اداره پست کار می‌کرد و در زمان کودکی او از دنیا رفت. نام رادک نام مستعاری بود که خود او انتخاب کرد و از نام شخصیت اصلی یک داستان نوشته شده توسط استفان زرومسکی گرفته شده‌است. رادک در سال ۱۹۰۴ به عضویت جنبش سوسیال دمکرات لهستان درآمد و در انقلاب ورشو نقش داشت.

## در آلمان
بعد از دستگیری در لهستان رادک به آلمان گریخت و در شهر لایپزیگ به جنبش سوسیال دمکرات آلمان ملحق شد. در سال ۱۹۱۰ رادک توسط بقیه اعضای حزب سوسیال لهستان متهم شد که از این حزب دزدی کرده‌است. سران SDPKiL در آلمان این اتهام را یهودستیزانه دانسته و به شدت از او حمایت کردند.

## در انقلاب روسیه
بعد از جنگ جهانی اول رادک به سوئیس رفت. در سال ۱۹۱۷ رادک به همراه دیگر انقلابیون مارکسیست در یک قطار به روسیه رفت؛ ولیکن دولت روسیه به او اجازه ورود نداد. او در استکهلم ساکن شد و شروع به نوشتن کرد. بعد از انقلاب اکتبر رادک به پتروگراد رفت و مسئول پخش پروپاگاندای کمونیستی در بین آلمانی‌ها شد.

## مخالفت با استالین
در سال ۱۹۲۹ رادک به همراه چندین نفر دیگر به مخالفت با استالین پرداخت. او در نوشتن قانون اساسی اتحاد جماهیر شوروی در سال ۱۹۳۶ نقش داشت ولیکن در اواخر دهه ۱۹۳۰ او به خیانت متهم شد و به ده سال کار اجباری محکوم شد. معروف است که رادک جوک‌های سیاسی زیادی در مورد جوزف استالین ساخته‌است.

## مرگ
گفته می‌شود که او در اردوگاه کار اجباری در یک درگیری با یک زندانی دیگر کشته شد؛ ولیکن در بررسی‌های بیشتر مشخص شد که او به دستور NKVD (پلیس مخفی شوروی) کشته شده‌است.